# Gare de Vladivostok
 (février 2023).
Si vous disposez d'ouvrages ou d'articles de référence ou si vous connaissez des sites web de qualité traitant du thème abordé ici, merci de compléter l'article en donnant les références utiles à sa vérifiabilité et en les liant à la section « Notes et références ».
La gare de Vladivostok (en russe : Станция Владивосток) est une gare ferroviaire russe, située dans la ville de Vladivostok, dans le kraï du Primorié, en Russie.

## Situation ferroviaire
La gare de Vladivostok est l'extrémité orientale du chemin de fer transsibérien. Elle possède le point kilométrique (pk) 9288, qui marque la fin du transsibérien, la distance entre Moscou et la ville. Une stèle y figure. Sur la plate-forme ferroviaire où se trouve le point kilométrique, on peut aussi trouver une ancienne locomotive à vapeur.
La gare est exploitée par les Chemins de fer de l'Extrême-Orient russe, partie de Chemins de fer russes,.

## Histoire
La gare a été fondée en 1891, en même temps que le transsibérien. Nicolas II, alors pas encore empereur de Russie, participa à sa fondation lorsqu'il visita la ville. La gare fut inaugurée deux ans plus tard. Elle connut plusieurs changements, d'abord elle fut une gare simple, avec des dalles japonaises en terre et couverte d'un toit en fer. Elle possédait un seul niveau au centre, tandis qu'elle en avait deux sur les côtés.
La gare fut ensuite rénovée, en 1912 par l'architecte Vladimir Planson, à l'image de la gare de Iaroslavl, d'où partent les trains transsibériens. Des symboles de la Russie impériale et de Moscou furent placés, comme l'aigle à deux têtes.
Au début de l'époque soviétique, les symboles furent abattus, et la gare resta inchangée jusqu'à la fin du XXe siècle, dans les années 1990, lorsque des architectes russes et italiens restaurèrent la gare dans son aspect de 1912, resté depuis inchangé,.

## Service des voyageurs

### Accueil
La gare accueille plus de 20 millions de passagers par an, passagers de banlieues ou de longues distances confondues .